# Sangju
Sangju (Hán Việt: Thượng Châu) là một thành phố thuộc tỉnh Gyeongsang Bắc tại Hàn Quốc. Mặc dù Sangju thực tế là vùng nông thôn song nơi đây có lịch sử lâu đời và từng có một thành chiến lược.  Cùng với Gyeongju, tên của thành phố tạo nên âm thứ hai trong tên đạo Gyeongsang. Sangju có biệt danh là Sam Baek ("Tam Bạch"), với hàm ý đề cập đến ba nông sản chính là lúa gạo, kén tằm và hồng vàng sấy khô.

## Địa lý
Sangju nằm ở góc tây bắc của tỉnh Gyeongsang Bắc, có ranh giới với tỉnh Chungcheong Bắc ở phía tây và bắc (Boeun,  Goesan, Okcheon, và Yeongdong. Bên trong tỉnh Gyeongsang Bắc, Sangju giáp với Mungyeong ở phía bắc, Yecheon, Uiseong, và Gumi ở phía đông, và Gimcheon ở phía nam.
Điểm cực bắc và cực tây của thành phố Hwabuk-myeon. Cực nam thuộc địa phận Gongseong-myeon trên ranh giới với thành phố Gimcheon. Góc phía đông của Sangju thuộc Jungdong-myeon. Thành phố kéo dài 49 km từ bắc xuống nam, và khoảng 43,3 km từ đông sang tây.
Toàn bộ Sangju nằm trên thung lũng sông Nakdong. Một số chi lưu hợp dòng vào Nakdong tại Sangju, bao gồm cả sông Yeong (hợp lưu tại Mungyeong). Địa hình dốc từ dãy núi Sobaek ở phía đông xuống vùng bồn địa dọc sông. Đỉnh cao nhất Sangju nằm trên Songnisan, 1.058 m trên mực nước biển.  Giống như hầu hết những nơi khác, địa hình thành phố chủ yếu là đồi núi, với một ít đất đai bằng phẳng dọc theo sông.

## Thành phố kết nghĩa
- Nghi Xuân, Giang Tây, Trung Quốc
- Davis, California, Hoa Kỳ